# Elsdorf (Noordrijn-Westfalen)
Elsdorf is een stad en gemeente in het noordelijk deel van de Rhein-Erft-Kreis in Noordrijn-Westfalen. De gemeente Elsdorf telt 21.745 inwoners (31 december 2020) op een oppervlakte van 66,17 km². Het is een landelijke gemeente, circa dertig kilometer ten westen van Keulen tussen Bergheim en Jülich.

## Indeling van de gemeente
De gemeente bestaat uit de volgende plaatsen:
| Angelsdorf            | (2.293 inwoners) |
| Berrendorf-Wüllenrath | (3.473 inwoners) |
| Elsdorf               | (7.021 inwoners) |
| Esch                  | (2.286 inwoners) |
| Etzweiler             | (0 inw.)         |
| Frankeshoven          | (43 inwoners)    |
| Giesendorf            | (1.316 inwoners) |
| Grouven               | (641 inwoners)   |
| Heppendorf            | (1.887 inwoners) |
| Neu-Etzweiler         | (576 inwoners)   |
| Niederembt            | (1.403 inwoners) |
| Oberembt              | (1.063 inwoners) |
| Tollhausen            | (216 inwoners)   |
| Widdendorf            | (77 inwoners)    |

De plaatsen Elsdorf, (Elsdorf-)Angelsdorf en (Elsdorf-)Esch vormen één bebouwde kom. Het gemeentehuis staat in Elsdorf. Bron bevolkingscijfers:, website gemeente. Totaal aantal inwoners gehele gemeente: 22.591. Peildatum: 31 mei 2024.
Volgens artikel 4 van de per 17 november 2020 het laatst gewijzigde, maar reeds per 1 januari 2011 in werking getreden hoofdgemeenteverordening (Hauptsatzung) bestaat de stad Elsdorf uit 11 stadsdistricten (Stadtbezirke), waarvan de grenzen in belangrijke mate afwijken van die van de vroegere deelgemeenten (Gemarkungen):
- Oberembt (WNW ; ligging: enkele kilometers ten west-noordwesten van het centrum van Elsdorf)
- Niederembt (N)
- Tollhausen (WNW, maar ten ZO van Oberembt)
- Grouven (O)
- Giesendorf (ZZO)
- Berrendorf/Wüllenrath (ZO; direct ten O van Giesendorf)
- Heppendorf (relatief ver, 6 à 7 kilometer, OZO)
- Esch (tussen Tollhausen en het stadscentrum in)
- Angelsdorf (direct tegen de zuidwestkant van de stad aan)
- Elsdorf (hoofdplaats)
- Neu-Etzweiler (direct tegen de noordkant van de stad aan).

## Geografie, infrastructuur
In het noorden grenst Elsdorf aan Bedburg, in het noordoosten en oosten aan Bergheim, en in het zuiden aan Kerpen. In het westen en zuidwesten grenst Elsdorf aan de gemeenten Niederzier en Merzenich (Noordrijn-Westfalen), beide in de Kreis Düren. In deze laatste gemeentes, op de grens met Elsdorf, bevindt zich de bruinkoolmijn Tagebau Hambach.
Ten noorden van Elsdorf, maar ten zuiden van Ober- en Niederembt, loopt de belangrijke verkeersweg Bundesstraße 55. Aan de noordoostelijke periferie van de gemeente kruist deze de Bundesstraße 477 en daar vlakbij ook de Autobahn A 61 (op afrit 18 Bergheim/Elsdorf). De B477 kruist direct ten zuiden van Elsdorf op afrit 7b de Autobahn A 4. Binnen de gemeente ligt alleen Heppendorf ten oosten van de B477.
Sinds 1996 is Elsdorf niet meer aangesloten op het spoorwegnet. De Spoorlijn Düren - Neuss, die Elsdorf voordien aandeed, werd tussen Station Düren en Neuss Hauptbahnhof opgebroken om voor bruinkoolgroeves plaats te maken. Openbaar-vervoerreizigers zijn sindsdien op streekbuslijnen van en naar Bedburg, Bergheim of Horrem aangewezen.

## Economie
Aan de zuidrand van Elsdorf-stad is nog steeds een suiker verwerkende fabriek van Pfeifer & Langen gevestigd. Naast de suikerfabriek staat een elektriciteitscentrale van RWE.
Aan de zuidwest- en oostrand van de plaats Elsdorf liggen bedrijventerreinen voor met name midden- en kleinbedrijf.

## Geschiedenis

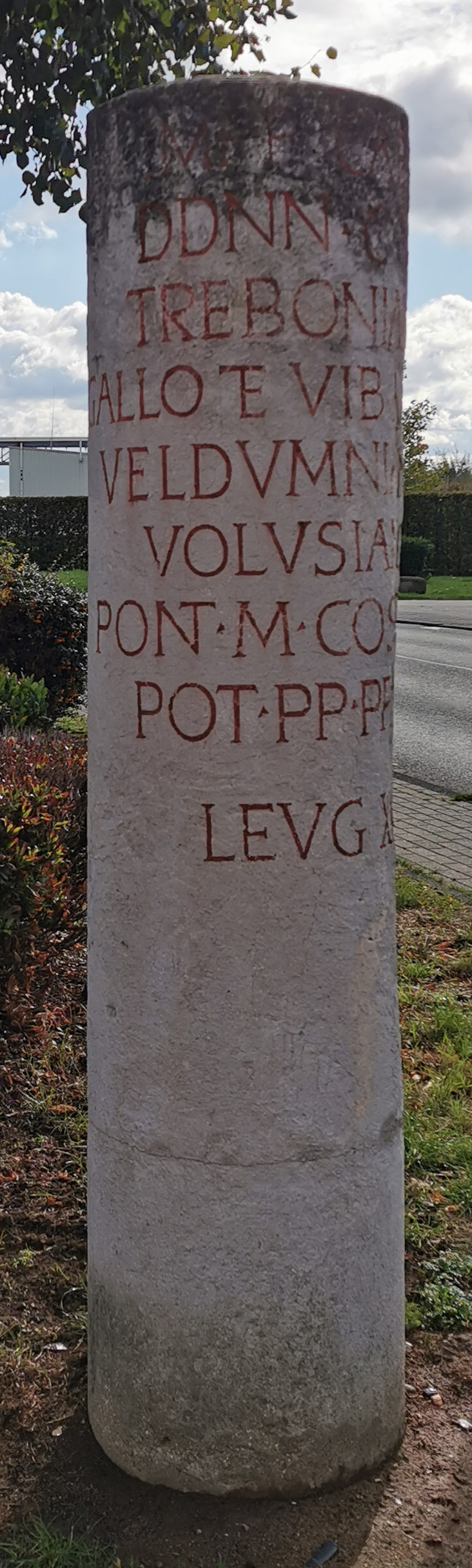
Replica Romeinse mijlpaal te Elsdorf
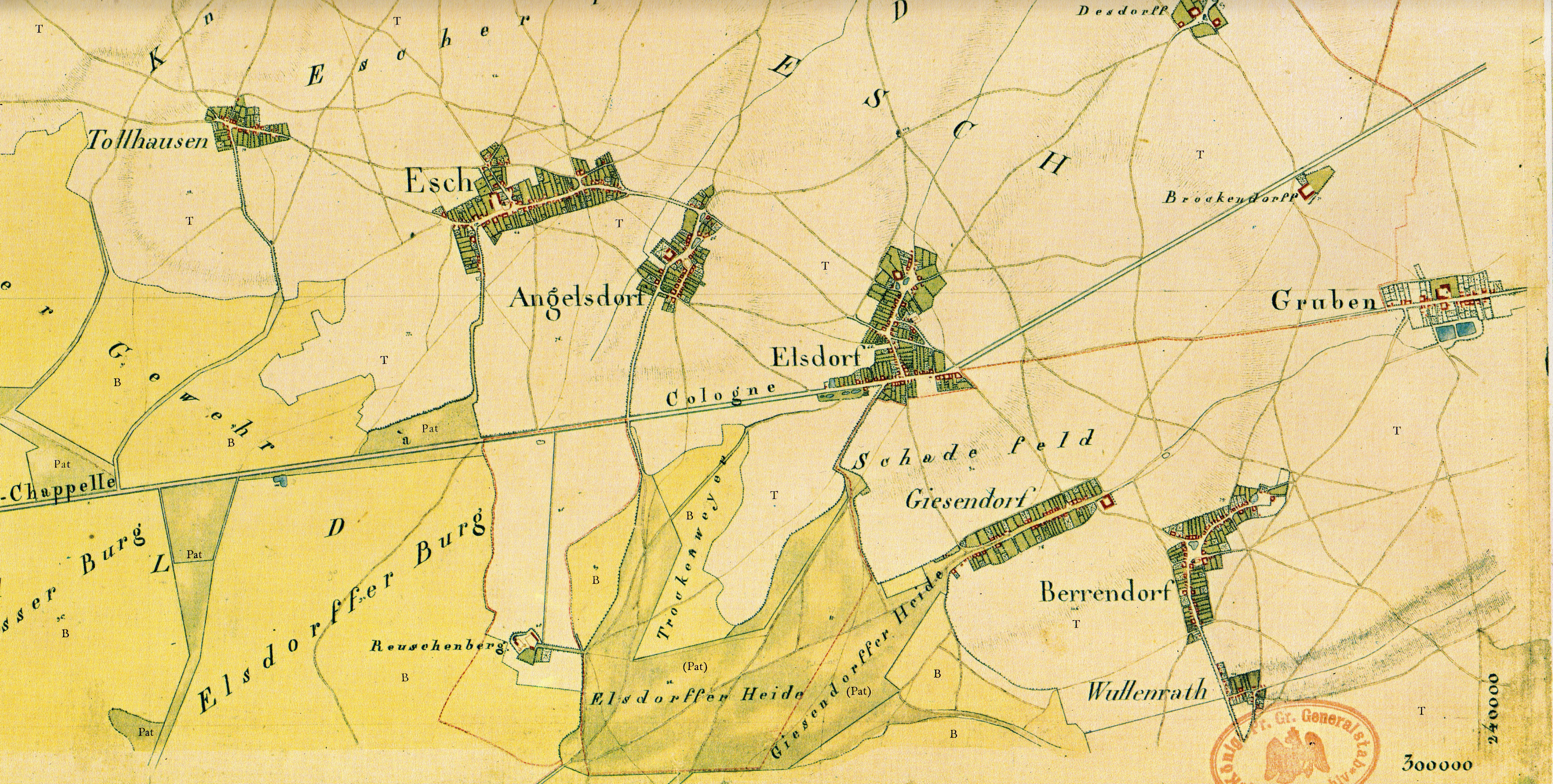
Elsdorf en omgeving op de Tranchotkaart van 1807
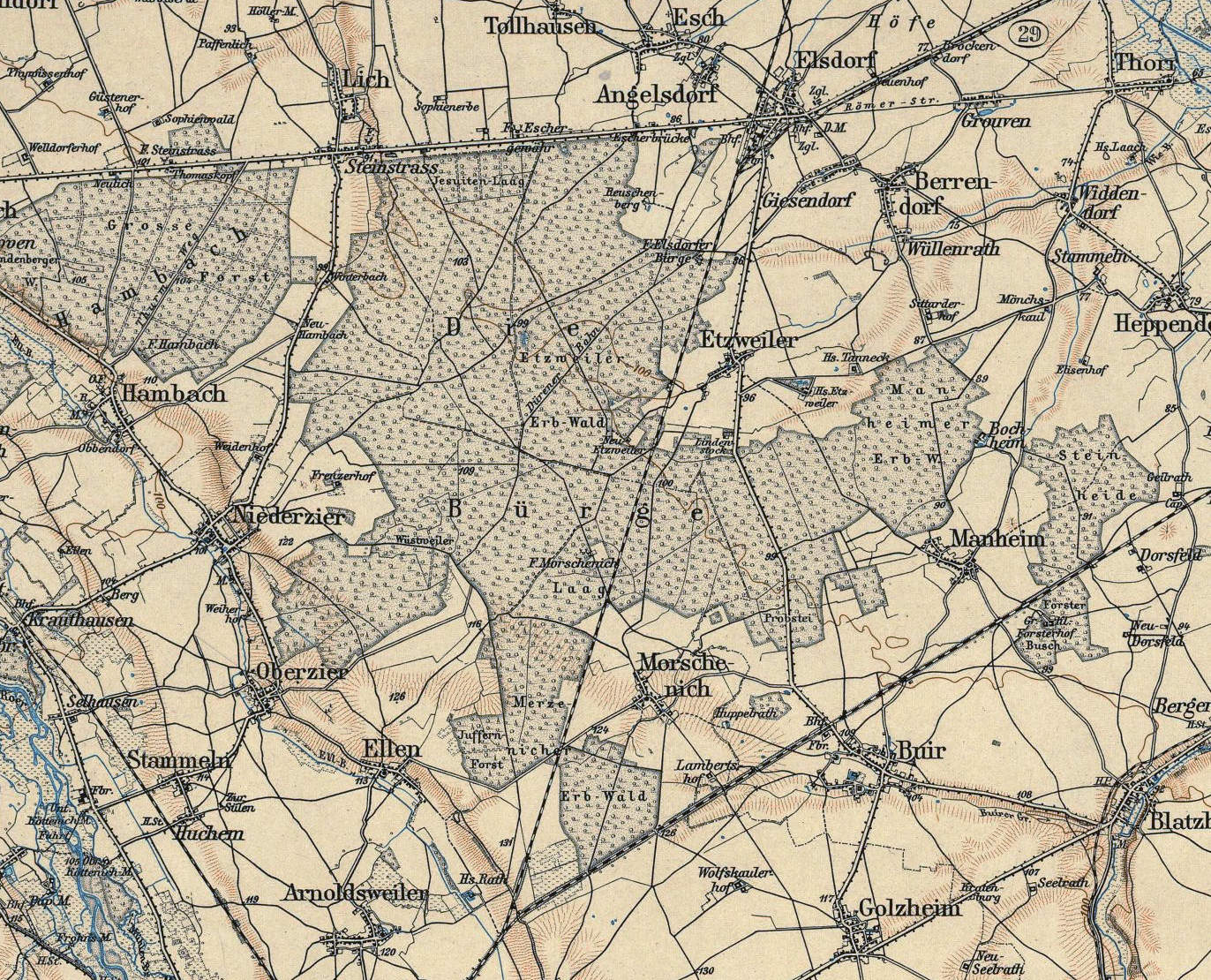
De streek rondom het Bürgewald (Die Bürge) in 1902, vóór de grootschalige bruinkoolwinning.
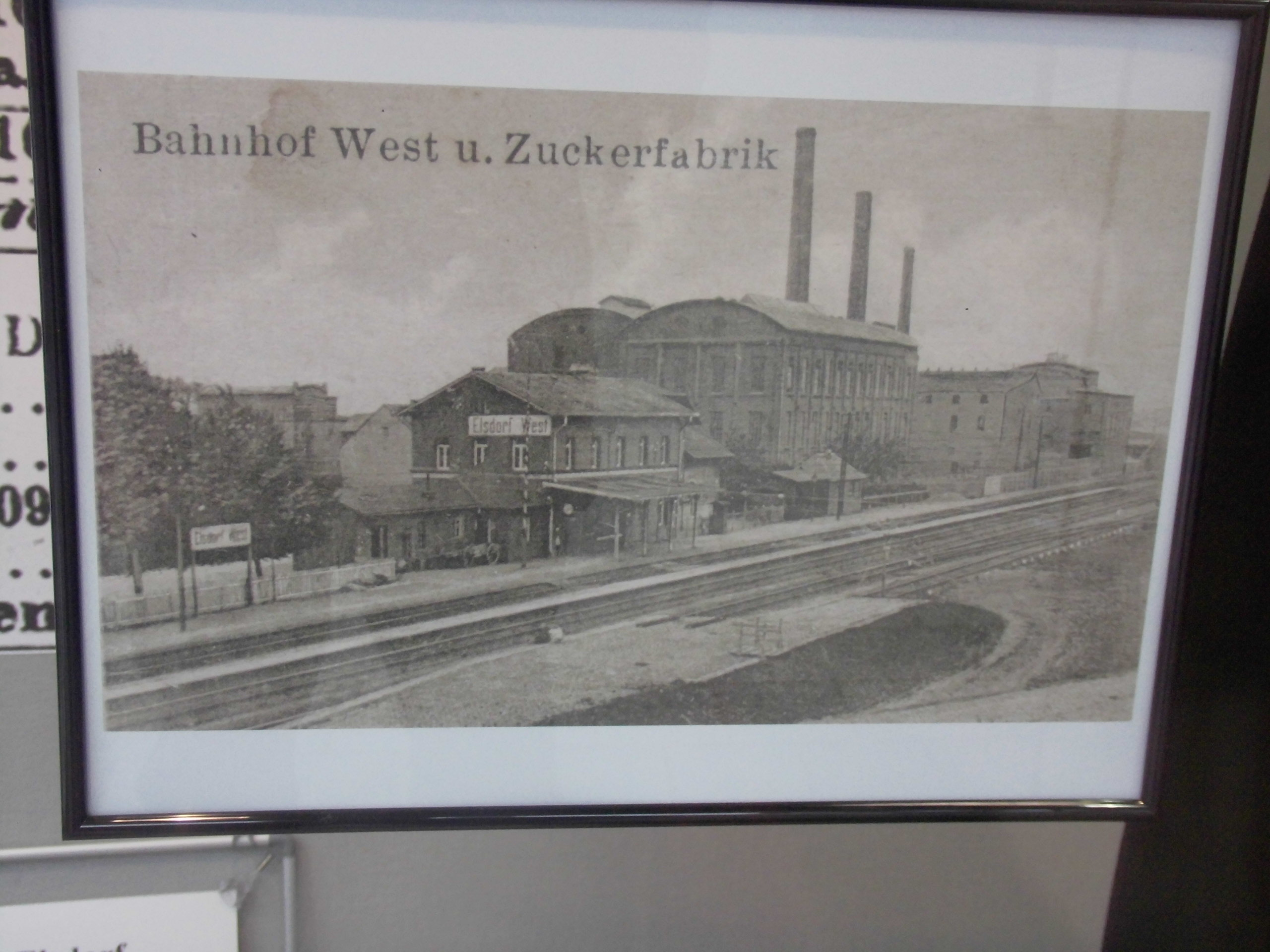
Station en suikerfabriek, midden in Elsdorf (ca. 1900); beide gebouwen bestaan niet meer
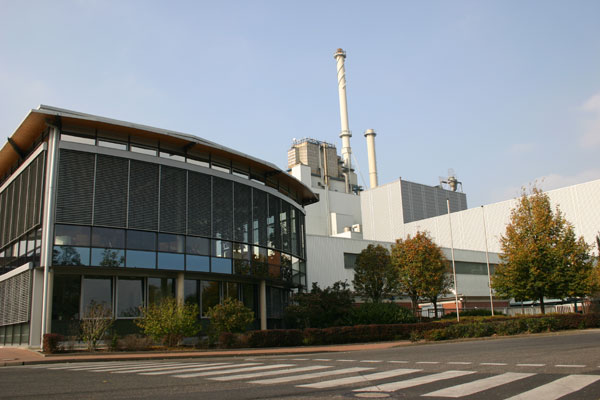
De huidige suikerfabriek, ten zuidwesten van het centrum
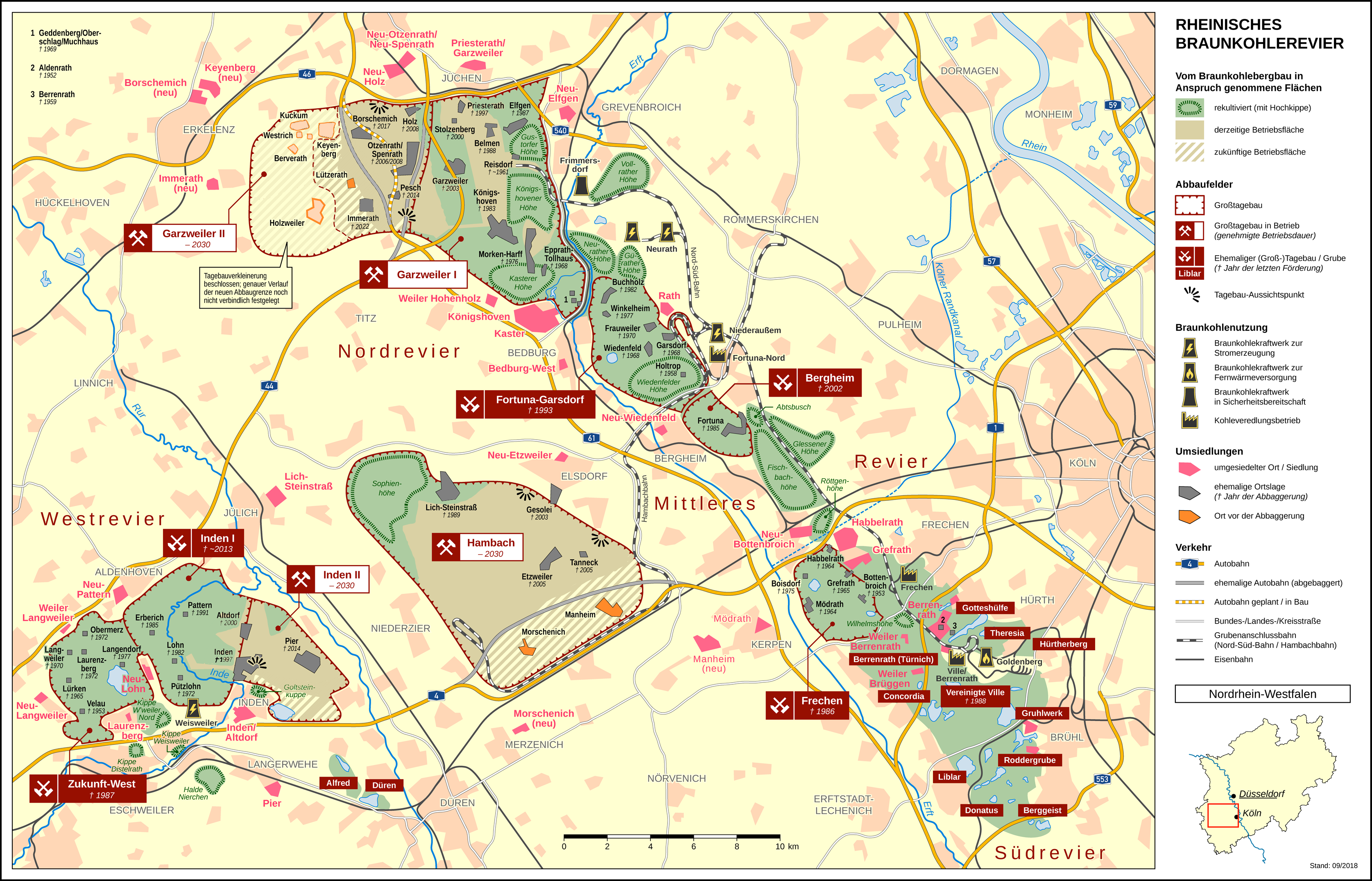
Kaart van het Rijnlandse bruinkoolgebied; Elsdorf ligt ongeveer midden op deze kaart.
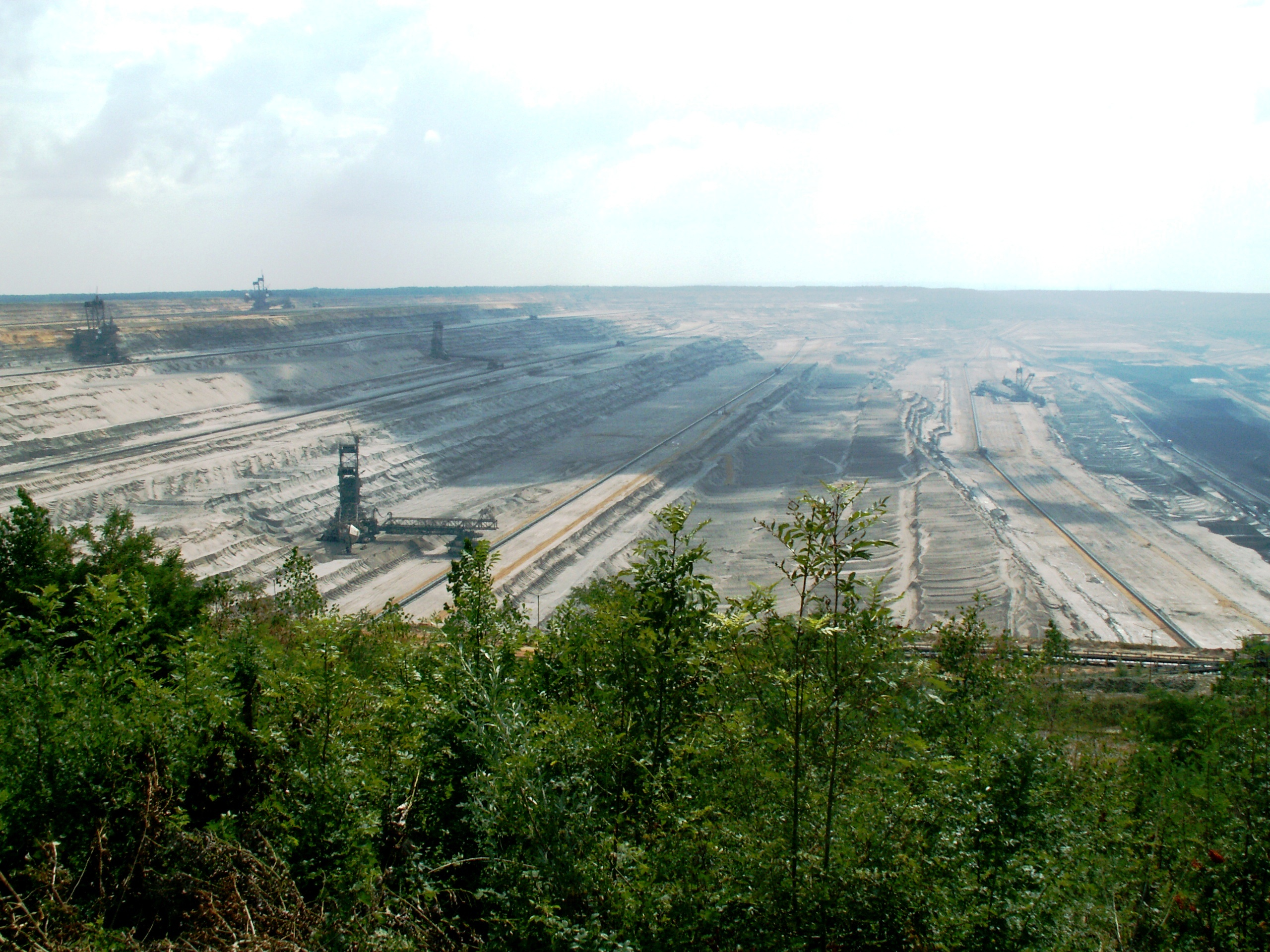
De bruinkoolgroeve Hambach (2008), gezien vanaf een uitzichtpunt bij Elsdorf-Angelsdorf.

Elsdorf ligt aan een oude, Romeinse heirbaan tussen Aken en Keulen. Bij het huidige stadsdeel Tollhausen heeft een Romeinse villa rustica gestaan. De oude Romeinse weg is op de Franse Tranchot-kaart uit 1807 nog herkenbaar als de kaarsrechte weg van Aken (Aix-la-Chapelle) in het westen naar Keulen (Cologne) in het oosten, tegenwoordig Köln-Aachener Straße, te Grouven Römerstraße genaamd.
In de 12e eeuw wordt Elsdorf voor het eerst in een document vermeld. Van de 13e eeuw tot aan de Napoleontische tijd lag Elsdorf vrijwel voortdurend in het Hertogdom Gulik.
Een aantal dorpen in de huidige gemeente, te weten Elsdorf zelf, Niederembt, Grouven, Berrendorf-Wüllenrath, Heppendorf, en het niet meer bestaande Etzweiler, lagen in of rondom het zogenaamde Bürgewald, dat ten dele het tegenwoordige Hambacher Forst overlapt. Dit Bürgewald was een gemeenschappelijk gebied (Allmendewald) van circa 20 omliggende dorpen. Aan het Bürgewald is een legende rondom Sint Arnoldus verbonden, zie: Arnoldsweiler. De omliggende dorpen hadden gemeen, dat ze jaarlijks een cijns in natura, in de vorm van kaarsen van bijenwas, aan de Rooms-Katholieke Kerk moesten afdragen.
Tot het midden van de 19e eeuw waren Elsdorf en de omliggende plaatsjes weinig belangrijke boerendorpen. In 1869 veranderde dat. In Elsdorf startte de belangrijke suikerfabriek Pfeifer & Langen haar activiteiten. Dit bedrijf was één der eerste producenten van bietsuiker en van suikerklontjes in Duitsland. Op de vruchtbare lössgronden was men daartoe tot de teelt van suikerbieten overgegaan.
De gemeente ligt in het Rijnlandse bruinkoolgebied. De dorpen Gesolei en Etzweiler vielen aan de bruinkoolwinning in dagbouw ten prooi. Dit geldt ook voor het grootste deel van het Hambacher Forst. Na felle, ten dele succesvolle, protestacties van milieu-activisten, gesteund door enige politici en geestelijken, en een rechterlijke uitspraak ten nadele van bruinkoolexploitant RWE in het najaar van 2018, is de bruinkoolwinning in een deel van het bosgebied afgeblazen. Zie: Tagebau Hambach. Voor de gesloopte dorpen in de plaats werd het dorp Neu-Etzweiler gebouwd. Zie op bovenstaande kaart de zwarte respectievelijk roze vlekken, die de verdwenen respectievelijk nieuw gebouwde plaatsen aangeven.
Op 1 januari 1975 fuseerden de tot dan zelfstandige gemeenten Angelsdorf, Elsdorf, Esch, Heppendorf, Niederembt en Oberembt tot de huidige gemeente Elsdorf.
Op 1 januari 2011 verleende de deelstaat Noordrijn-Westfalen aan Elsdorf stadsrechten, waardoor de gemeente ook bepaalde andere interne bestuursbevoegdheden verkreeg.

## Bezienswaardigheden

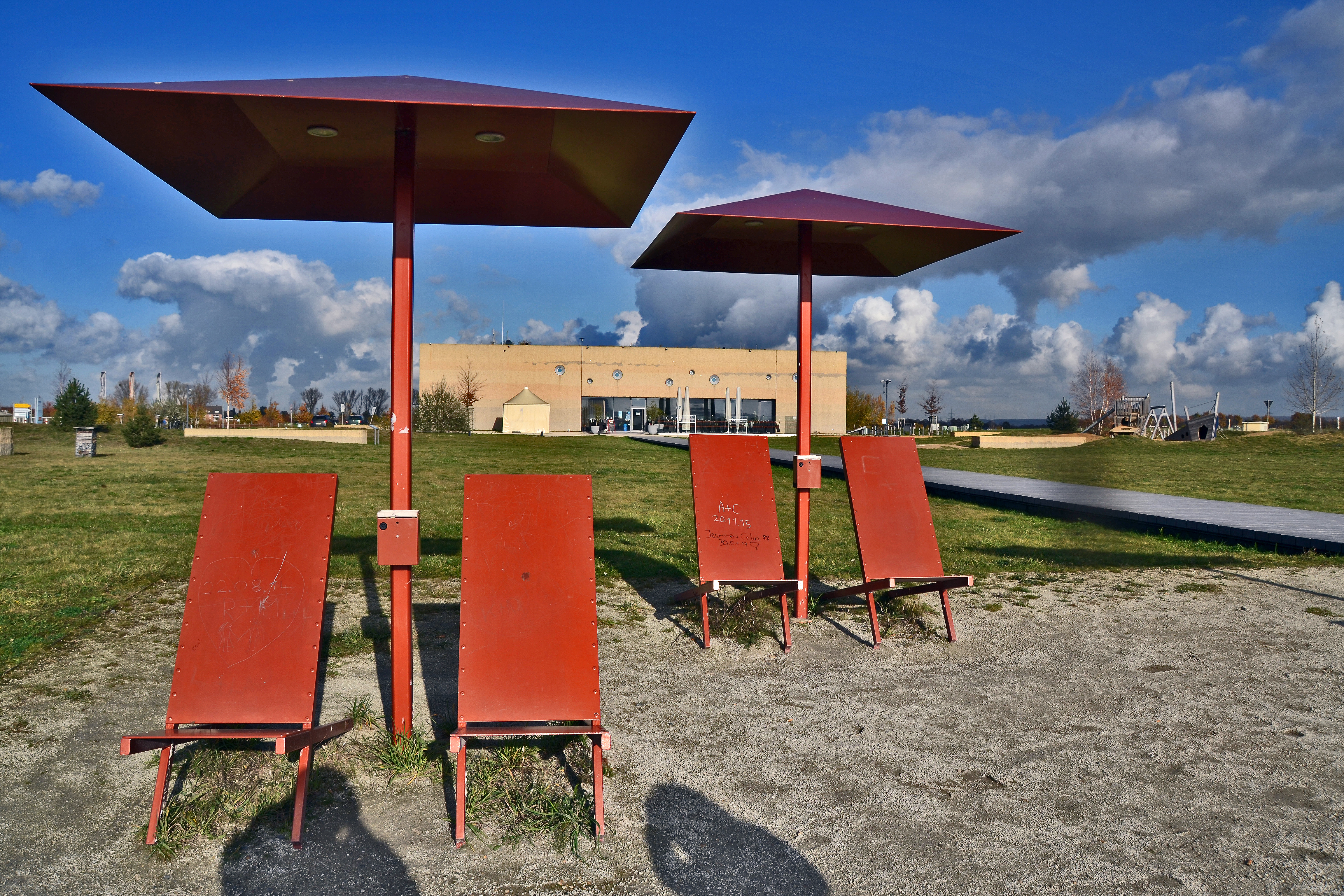
Bezoekerscentrum bruinkoolwinning Forum: terra nova
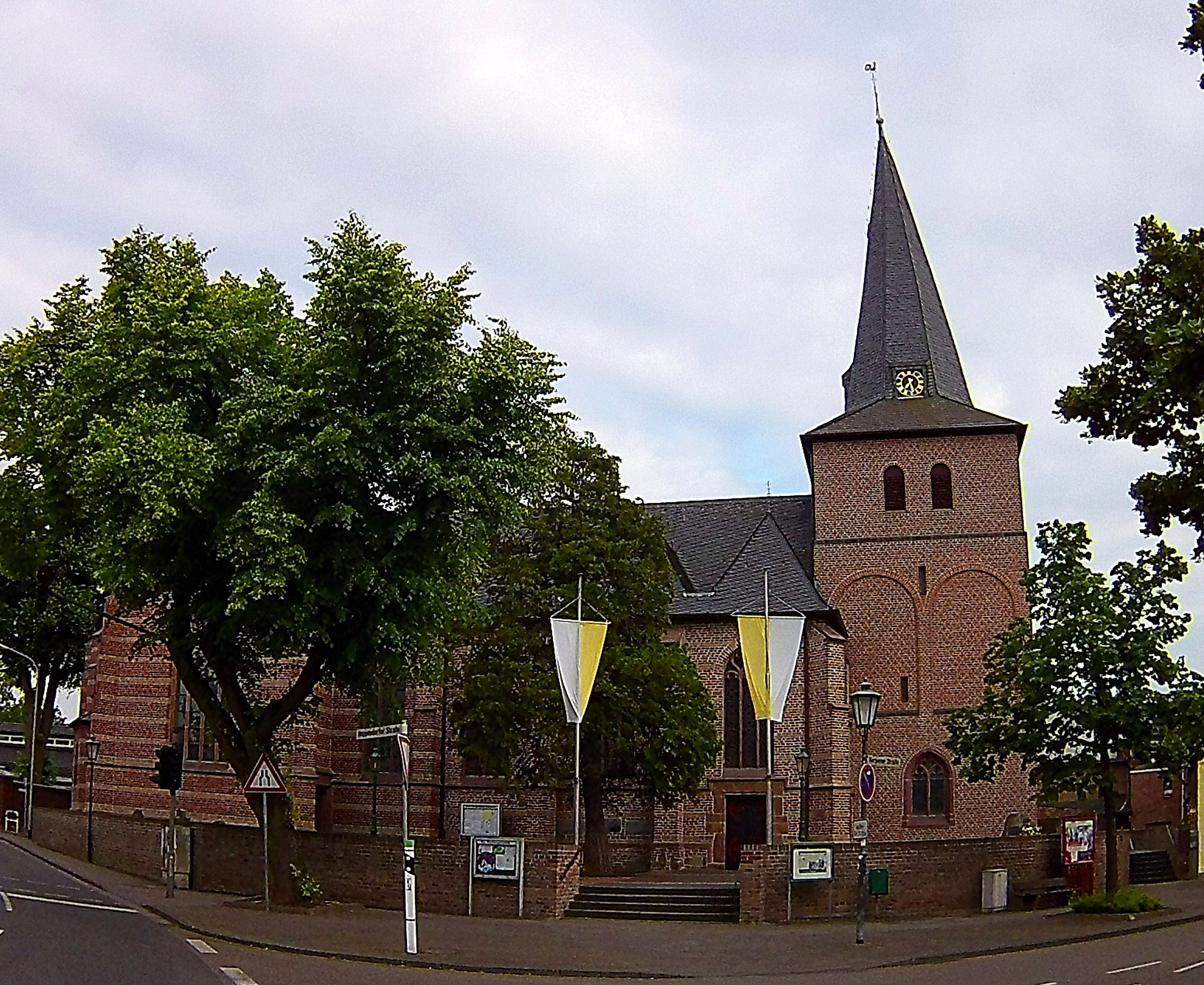
R.K. St. Michaëlskerk, Berrendorf (1903)
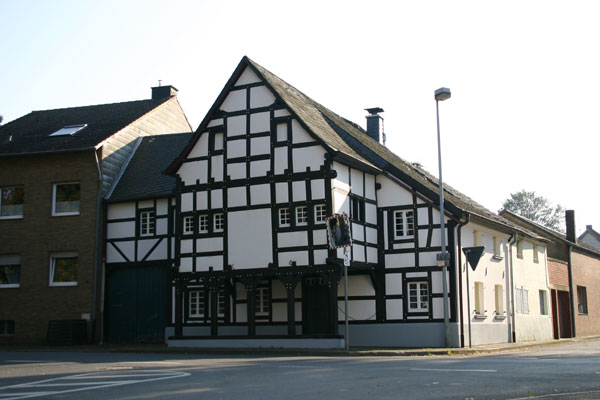
Vakwerkhuis (1664) te Oberembt

Aan de zuidkant van Berrendorf-Wüllenrath staat een uitzichtplatform over de noordoostkant van de bruinkoolgroeve Hambach met de naam Terra Nova 1. Een tweede uitzichtpunt, Terra Nova 2, ligt ten zuiden van Elsdorf zelf, en een derde, Terra Nova 4, één kilometer ten zuidwesten van Esch. Bij Terra Nova 1 werd in mei 2012, dus verscheidene jaren vóór de confrontaties van het Hambacher Forst, door de mijnexploitant, het energieconcern RWE, een bezoekerscentrum gebouwd en ingericht. Anno 2024 dient dit voornamelijk als restaurant en congrescentrum. In de toekomst moet op de locatie van de bruinkoolgroeve een groot meer ontstaan.
Een bijzonder project op het gebied van industrieel erfgoed is de verwerking van een voormalige lopende band voor het vervoer van bruinkool uit de bruinkoolgroeve Hambach. Deze liep van een punt op 1 km ten zuidwesten van Esch (thans uitzichtpunt Terra Nova 4) 8 km noordoostwaarts naar een punt tussen Blerichen en Glesch. Ter plaatse ligt nu een verdiepte, op één bocht na kaarsrechte, fietssnelweg zonder gelijkvloerse kruisingen. Deze weg heet officieel Bandweg, maar heeft de bijnaam Speedway.
Hier en daar, verspreid over de meeste dorpen in de gemeente, staan enkele markante oude kerken, kapellen en vakwerkhuizen. Zie de (korte) artikelen over deze dorpen voor afbeeldingen.
Elsdorf behoort tot de plaatsen, waar uitbundig het Rijnlandse carnaval wordt gevierd. Bijzonder is het strooien van suikerklontjes tijdens de carnavalsoptocht op zondag.

## Sport
Elsdorf geldt als een plaats, waar de vrouwen-judosport zeer populair is. Enkele van de beste vrouwelijke judoka's van Duitsland waren lid van de plaatselijke judoclub.

## Gemeenteverbanden (jumelages)
- Aix-Noulette & Bully-les-Mines, sedert 1990

## Met de gemeente verbonden personen
- Eugen Langen, in 1833 te Keulen geboren, en in 1895 te Elsdorf overleden, uitvinder en ondernemer, medeoprichter van de suikerfabriek; naar hem is een straat genoemd, en wel in de buurgemeente Bergheim.
- Valentin Pfeifer, in 1837 te Düren geboren, en in 1909 te Keulen overleden, medeoprichter van de suikerfabriek; ook naar hem is een straat genoemd, maar dan in Elsdorf zelf.